# Sex i København
Sex i København også kendt som Sex-seeing in Copenhagen er en dansk pornofilm, instrueret af Erling Wolter.

## Handling
Et amerikansk ægtepar besøger det frisindede København. Manden oplever live-show intim massage m.m. mens konen hygger sig med en fremmed herre.